# Сейдл, Зденек
Зденек Сейдл (чеш. Zdeněk Seydl; 29 апреля 1916, Тршебонь, Австро-Венгрия — 17 июня 1978, Добржиховице, Чехословакия) — чешский художник, график, театральный живописец. Один из основателей группы художников «Sedm v říjnu» («Семь в октябре», 1939).

## Биография

### Обучение
Из-за ранней смерти родителей воспитывался в семье скульптора Карела Покорного. Уже в 1929 году участвовал в конкурсе детского рисунка.
Первое образование получил как печатник. Затем в 1941 году закончил Пражскую высшую школу прикладного искусства по классу профессора Франтишека Киселы. За годы обучения стал одним из основателей группы художников «Sedm v říjnu» («Семь в октябре», 1939).

### Творчество
Для графических работ Сейдла военных лет характерны лапидарность рисунка, декоративная стилизация и сюжетная свобода. Военные впечатления нашли отражение в таких его произведениях, как «Furor teutonicus» («Тевтонский фурор», 1944), «Nadčlověk» («Сверхчеловек», 1944) и др., в которых изображённое чёткими, выразительными линиями и густо положенными красками порой приобретает сатирическое, гротескное значение.
После окончания войны художник занимался преимущественно графикой, иллюстрированием литературы, работой над кукольными и рисованными мультфильмами: «Paraplíčko» («Маленький зонтик», 1957), «Lev a písnička» («Лев и песенка», 1959), «Biliár» («Бильярд», 1961), «Špatně namalovaná slepice» («Плохо окрашенная курица», 1963). Был автором книг для детей:
- «Co jsem viděl a slyšel v trávě» («Что я видел и слышал в траве», 1965),
- «Motýli» («Бабочки», 1966).

Также работал художественным редактором в издательстве «Чехословацкий писатель» (чеш. Československý spisovatel).
В течение многих лет сотрудничал с пражским Национальным театром, в частности, ему принадлежат эскизы костюмов к балету Игоря Стравинского «Петрушка», за которые художник в 1967 году был удостоен серебряной медали на Международной квадриеннале сценографии и костюма в Праге. Выполненные им обложки и оформление книг Богумила Грабала относятся к лучшим работам в области чешской типографики. В 1960-е годы вновь обратился к живописи.

Марка Чехословакии с изображением зайца-русака, автор эскиза — З. Сейдл, 1955

Сейдлу принадлежат также рисунки к пяти почтовым маркам Чехословакии с изображениями представителей фауны страны, которые были выпущены в 1955 году:
- Карп  (Mi #925).
- Жук-олень  (Mi #926).
- Серая куропатка  (Mi #927).
- Махаон  (Mi #928).
- Заяц-русак  (Mi #929).

## Семья
Был женат на актрисе Александре Мышковой (Alexandra Myšková).